# Gare de Feuquières - Fressenneville
Gare de Feuquières - Fressenneville vasútállomás Franciaországban, Feuquières-en-Vimeu településen.

## Vasútvonalak
Az állomást az alábbi vasútvonalak érintik:
- Abbeville-Eu-vasútvonal

## Kapcsolódó állomások
A vasútállomáshoz az alábbi állomások vannak a legközelebb:
- Gare d’Abbeville
- Gare de Woincourt